# Љубов Попова
Љубов Попова (рус. Любо́вь Серге́евна Попо́ва; Ивановскоје, 24. април 1889 — Москва, 25. мај 1924) је била руска сликарка. Попова је студирала у Москви и након боравка у Италији и Паризу била је од 1913. године опет активна у Москви. Она се убрајала у најзначајније руске уметнице револуционарног времена а радила је између осталих и са Васиљ Татљином. У својим делима најпре инспирисаним кубофутуризмом учествовала је на најзначајнијим изложбама супрематиста а касније је радила у духу конструктивистичке продукционе уметности као сценограф, дизајнер књига, плаката и текстила а предавала је и на универзитету као доцент за уметност.